# Treron psittaceus
El vinago de Timor (Treron psittaceus) es una especie de ave columbiforme de la familia Columbidae.

## Distribución geográfica
Es endémico de Timor, Roti y Semau (Indonesia y Timor Oriental). Sus hábitats naturales son: bosques subtropicales o tropicales húmedos de baja altitud.

## Estado de conservación
Está amenazada por pérdida de hábitat.